# Maria Ilaria Pasqui
Maria Ilaria Pasqui (Castelnovo ne' Monti, Italia; 13 de diciembre de 1979) es una abogada, dirigente deportiva y exfutbolista italiana. Trabaja en el Inter Femenino desde 2018.
Como futbolista militó diferentes clubes italiano de la Serie A femenina y en la selección de fútbol femenino de Italia, con la que diputó la Eurocopa Femenina 2005. Como abogada trabaja en el campo del derecho civil y del deporte.

## Estadísticas

### Clubes
| Club                          | País           | Año         |
| ----------------------------- | -------------- | ----------- |
| A.S.D. Bologna C.F.           | Italia         | 1996 - 1997 |
| Modena                        | Italia         | 1998        |
| A.S.D. Bologna C.F.           | Italia         | 1998 - 2000 |
| A.S.D. Atletico Oristano C.F. | Italia         | 2000 - 2001 |
| Bardolino                     | Italia         | 2001 - 2003 |
| Lazio C.F.                    | Italia         | 2003 - 2004 |
| Bardolino Verona              | Italia         | 2004 - 2005 |
| Torino                        | Italia         | 2005 - 2008 |
| Pali Blues (préstamo)         | Estados Unidos | 2008        |
| S.S.D. Roma C.F.              | Italia         | 2008 - 2012 |

## Palmarés

### Títulos nacionales
| Título              | Club             | País   | Año     |
| ------------------- | ---------------- | ------ | ------- |
| Serie A             | Modena           | Italia | 1997-98 |
| Supercopa de Italia | Bardolino        | Italia | 2001    |
| Serie A             | Bardolino Verona | Italia | 2004-05 |